# ولی پالوهیمو
ولی پالوهیمو (انگلیسی: Veli Paloheimo؛ زادهٔ ۱۳ دسامبر ۱۹۶۷) یک تنیس‌باز بازنشسته اهل فنلاند است.